# Ophiolepis grisea
Ophiolepis grisea is een slangster uit de familie Ophiolepididae.
De wetenschappelijke naam van de soort werd in 1940 gepubliceerd door Hubert Lyman Clark.